# Religion en Côte d'Ivoire
La religion en Côte d'Ivoire est caractérisée par une très grande diversité des pratiques. D'après le recensement de 2021, les religions les plus pratiquées en Côte d’Ivoire sont le Christianisme et l’islam. Selon le sondage U.S. Department of State de 2021, l'islam serait la religion la plus représentée avec 43.5% de la population, le christianisme serait représenté par 34.8% de la population.L'animisme (religions traditionnelles africaines), qui maintient une influence assez forte sur toutes les autres croyances, représente 3,6 % de la population. En marge de ces grands courants, 19,1% des habitants n'ont pas de religion.
L’État ivoirien et le système éducatif public sont légalement laïcs. En réalité, ils sont fortement marqués par des valeurs européano-(franco)-chrétiennes, en partie déconfessionnalisées.
La Côte d'Ivoire est un pays membre de l'Organisation de la coopération islamique et détient la plus grande église au monde : La Basilique Notre Dame de la paix de Yamoussoukro, figure emblématique du pays construite par le premier président Félix Houphouet Boigny.

## Historique
Le phénomène religieux qui s'est diversifié et parfois modernisé en Côte d'Ivoire a reposé sur une vision traditionnelle du monde largement partagée au départ, avant que celle-ci ne soit modifiée, par la suite, par des influences extérieures. Le monde, dans l'espace national traditionnel, correspond de prime abord à une catégorie linguistique : dunia en malinké, kouro en Wê, Bli en bété, man ou mein en baoulé, gbamladodo en dida. Selon la mythologie lobi, quatre éléments entrent dans la formation du monde : le feu qui se manifeste dans le chaud autant que le sec est l'énergie céleste qui correspond également à la saison sèche. Le feu engendre l'air qui est le second élément. L'air correspond à la saison humide car, selon cette vision, c'est l'air qui se manifeste sous la forme de pluie engendrant ainsi l'eau, le troisième élément. Enfin, de l'eau émane la terre, le quatrième élément. La terre a produit, par ordre chronologique, le végétal, l'animal et l'homme.
Ce monde ainsi composé, s'inscrit dans un double domaine : l'un, niveau céleste et invisible qui constitue la demeure du Dieu créateur entouré, selon les sénoufos, de créateurs secondaires ; et l'autre, visible, le village des humains voisins de la brousse abritant minéraux, végétaux et animaux. Cet univers est rythmé par le jour qui crée la visibilité au moyen du soleil et la nuit qui assombrit et rend tout invisible sauf pour les devins, guérisseurs et sorciers dotés des pouvoirs de clairvoyance laissés par Dieu avant de s'éloigner.

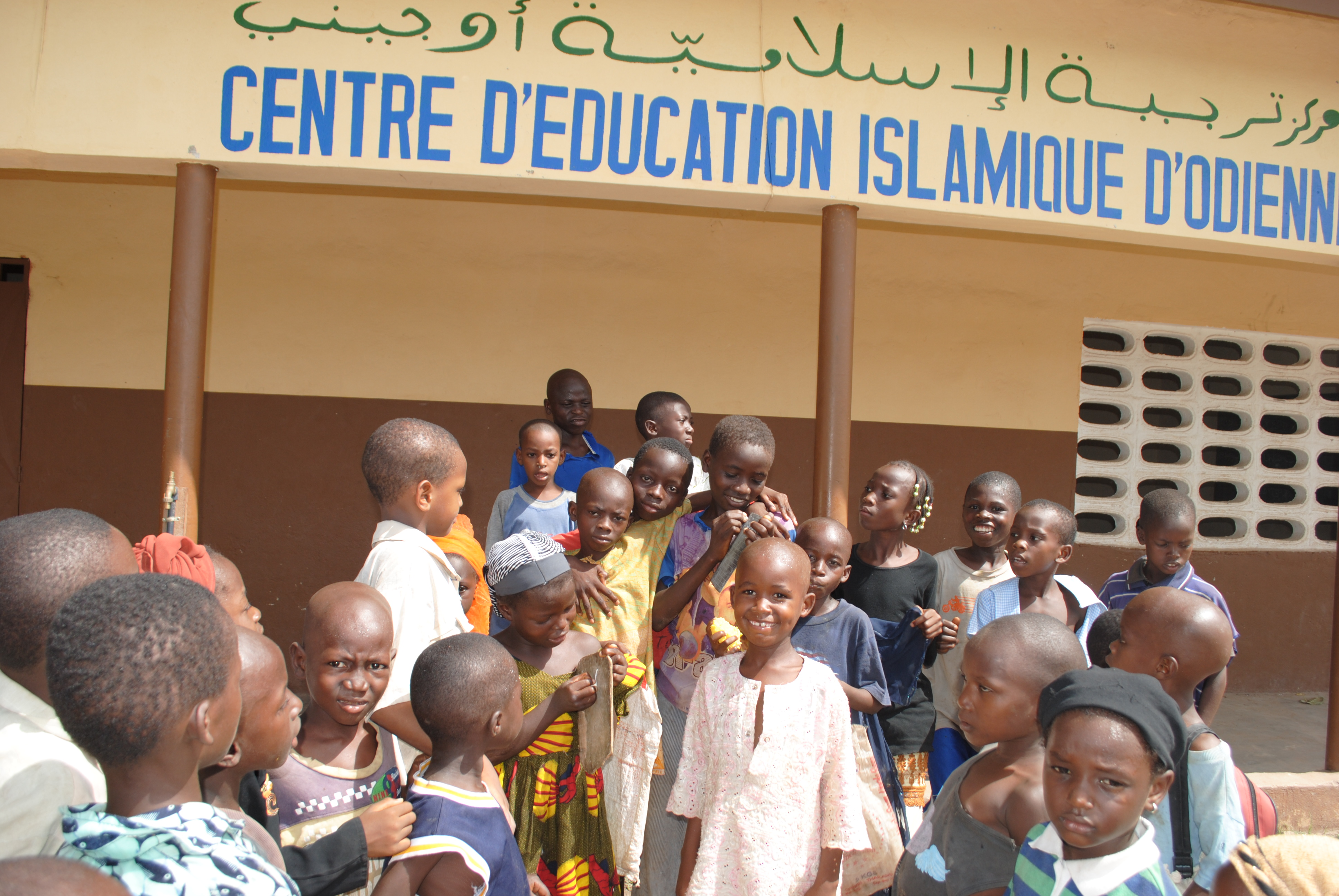
Médersa à Odienne

## Islam
Minoritaire au moment de l'indépendance, l'islam en Côte d'Ivoire est devenu depuis ces dix dernières années une des religions majoritaires (majorité relative) en raison du taux de natalité plus élevé par rapport aux chrétiens et aux animistes et à l'immigration en provenance d'autres pays africains musulmans.
- Liste de grandes mosquées en Côte d'Ivoire (en)
- Yacouba Sylla (1906-1988), de la confrérie soufie Tijaniyya

## Christianisme
- Christianisme en Côte d'Ivoire (en)

Le christianisme ne fut véritablement introduit dans la région qu’à l’époque coloniale, et fut pendant longtemps la religion majoritaire du pays, avant de devenir minoritaire depuis les années 2000-2010. Mais son influence a été et reste grande car il fut, dans sa version catholique, la première religion moderne du pays et celle des principaux dirigeants ivoiriens. Dans ce contexte, peu avant sa mort, le président Félix Houphouët-Boigny fit élever une basilique monumentale à Yamoussoukro, son village natal.

### Catholicisme
- Église catholique en Côte d'Ivoire

Le catholicisme est introduit en Côte d'Ivoire au XVIIe siècle par les missionnaires chrétiens.

### Christianisme évangélique

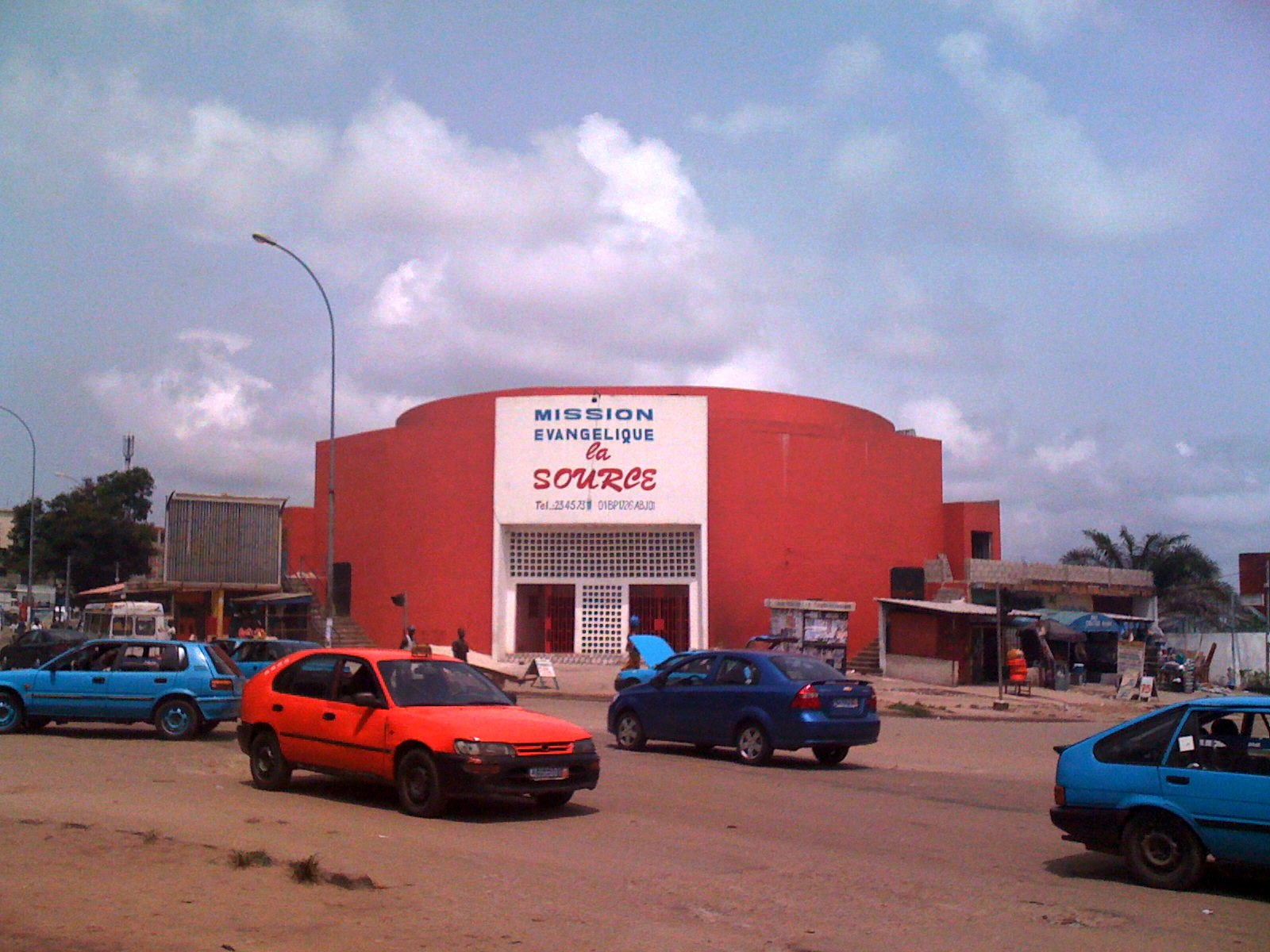
Mission évangélique La source à Abidjan

La Fédération évangélique de Côte d'Ivoire est fondée en 1960 à Bouaké ,,.
L’Union des Églises baptistes missionnaires en Côte d'Ivoire est officiellement fondée en 1979, sous le nom de Églises évangéliques baptistes méridionales en Côte d'Ivoire. Selon un recensement de l’association, en 2023 elle aurait 300 églises et 15 000 membres.

## Religions traditionnelles

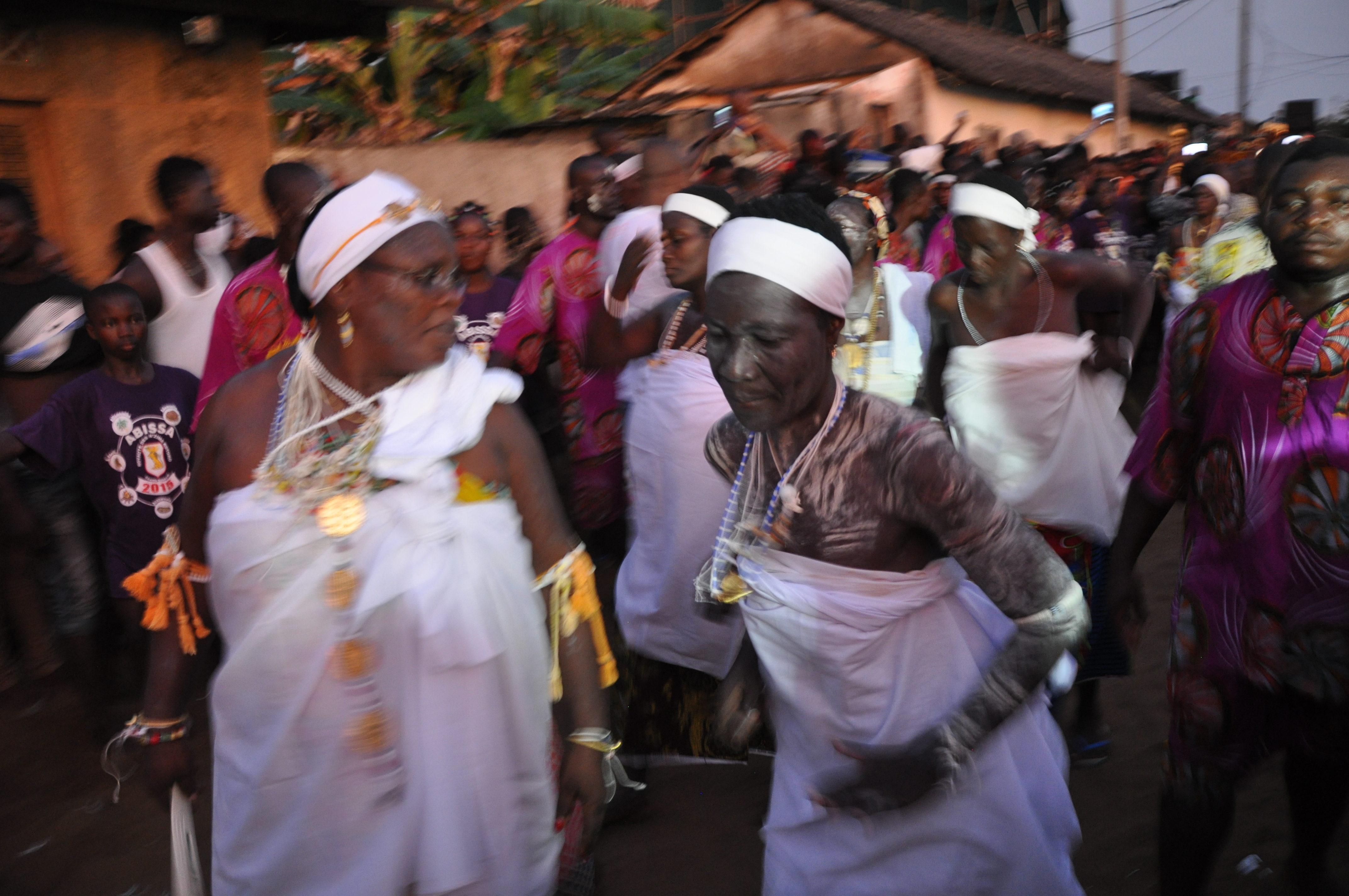
Prêtresses traditionnelles vêtues de blanc (Komian).

Les religions traditionnelles peuvent être définies comme la transmission d'un ensemble de rites et de pratiques (systèmes de pensées, de croyances) du vécu des hommes. Elles sont aussi vues comme un ensemble de relations entre les êtres humains et la nature, entre les Hommes et un être supérieur.
- Religion akan (Est) : Asase Ya, Nyame, Anansi
- Mythes fondateurs des Baoulés, Paquinou

### Animisme
L' animisme est une religion traditionnelle désignant la croyance en l’existence d’une force vitale, d’un esprit ou d’une âme présente en tous les êtres animés ou inanimés,.
- Anansi, Fête de l'Adae (de) (de l'igname)
- Abonsam (en) (esprit malveillant)

### Les systèmes initiatiques

#### Le Poro
Le Poro est un rite d'initiation sociétal pratiqué dans le nord de la Côte d'Ivoire, notamment en pays Sénoufo. Il en existe deux types : le poro communautaire qui est obligatoire et qui obtient aux jeunes une reconnaissance en tant que membre de la communauté ; puis le poro privé qui est facultatif et revêt un caractère occulte.

#### Le Kômian
Le Kômian (ou comian) est un rituel initiatique au fétichisme en pays Akan (centre et est de la Côte d'Ivoire). La Kômian  est une féticheuse, une prêtresse traditionnelle, une guérisseuse, une sage-femme, dotée du pouvoir de communiquer avec les esprits, de prédire l'avenir et de conjurer le mauvais sort.
Depuis 1992 existe un "Centre initiatique des Kômians Adjoua Messouma d'Aniansué" (CIKAMA), reconnu officiellement en 2014, et formant les féticheuses, du peuple Akan. Une école de féticheuses se trouve également à Tanguelan, en pays agni.

## Autres spiritualités
- Bahaïsme en Côte d'Ivoire (environ 30 000 membres)
- Bouddhisme, Hindouisme, Sikkisme...
- Irréligion, indifférentisme, athéisme